# Giovanni Battista Sidotti
Giovanni Battista Sidotti (Palermo, 1668 – Edo, 27 november 1714) was een Italiaanse jezuïet. Hij was gefascineerd door de verhalen over missionarissen die in Japan de martelaarsdood waren gestorven en vatte het plan op naar Japan af te reizen. Het christendom was in Japan rond het midden van de zestiende eeuw geïntroduceerd. Na het midden van de zeventiende eeuw was het echter als gevolg van vervolgingen zo goed als verdwenen. Sidotti vatte het plan op te pogen dit opnieuw te introduceren. Hij was de laatste van een reeks missionarissen die dit tijdens de Edoperiode zou trachtten te  doen. 

## Achtergrond
Vanaf midden zestiende eeuw was er een missie van de jezuïeten in Japan. Rond 1580 zou er sprake zijn van ruim 230.000 Japanse christenen. Eind zestiende eeuw, begin zeventiende eeuw werd de missie in Japan gezien als de belangrijkste en meest prestigieuze onderneming van de orde. In die periode begonnen ook de eerste moeilijkheden voor de missie. Vanaf 1614 kregen vervolgingen van christenen en missionarissen  een meer systematisch karakter. Er waren in dat jaar ongeveer 150 Europese missionarissen in het land, waarvan het grootste deel jezuïeten. Ruim 50 besloten toch te blijven en illegaal en ondergronds verder te werken en nieuwe missionarissen slaagden er steeds weer in het land binnen te komen.
In 1623 werd Tokugawa Iemitsu de derde shogun van het Tokugawa-shogunaat. Vanaf dat moment was het Japanse overheidsbeleid gericht op de vernietiging van het christendom in het land. Vanaf 1625 was Cristóvão Ferreira, die vanaf 1609 onafgebroken in Japan had gewerkt, de leidinggevende van het netwerk van nog aanwezige missionarissen en Japanse christelijke gemeenten die nu geheel ondergronds moesten werken.
Ferreira verkreeg in kringen van jezuïeten in Azië maar ook in Rome een heroïsche status. In 1633 werd hij gearresteerd.
Ferreira koos ervoor tijdens zijn marteling duidelijk te maken, dat hij afstand wenste te doen van het christendom. Dat was al eerder bij andere missionarissen gebeurd en er zouden na hem nog meer missionarissen daarvoor kiezen. Het was voor de orde echter een enorme schok en immens gezichtsverlies dat iemand die kort daarvoor een heroïsche status had er niet voor gekozen had de martelaarsdood te sterven. Die werd nog groter toen duidelijk werd dat Ferreira veel verder ging dan andere gearresteerde missionarissen die hun geloof hadden opgegeven en actief was gaan samenwerken met de Japanse inquisitie. Honderden jezuïeten meldden zich aan om naar Japan te reizen, Ferreira te bewegen op zijn besluit terug te komen en in zijn plaats als martelaar te sterven.  Er zijn zes pogingen vanuit Manilla bekend, die hebben geleid tot een aankomst in Japan van groepen jezuïeten met dat doel. In alle gevallen werden de priesters snel na aankomst gearresteerd en dat leidde of tot de dood of tot eveneens apostasie. Ook na de dood van Ferreira in 1650 bleven er initiatieven van enkele jezuïeten om opnieuw Japan illegaal binnen te komen. Sidotti was de laatste die dat probeerde.  

## Sidotti  in Japan

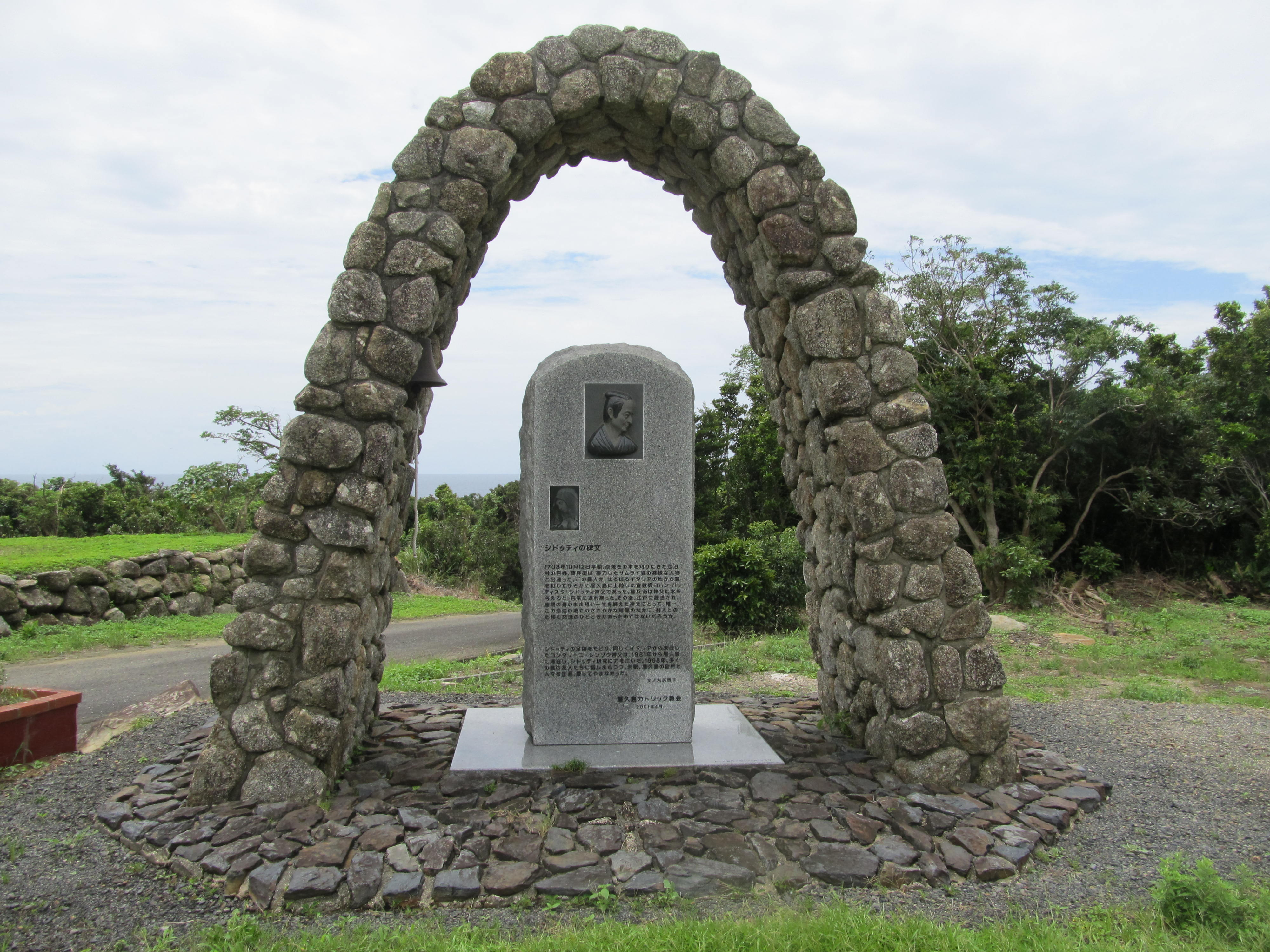
Gedenksteen voor Sidotti op het eiland Yakushima waar hij aan land kwam

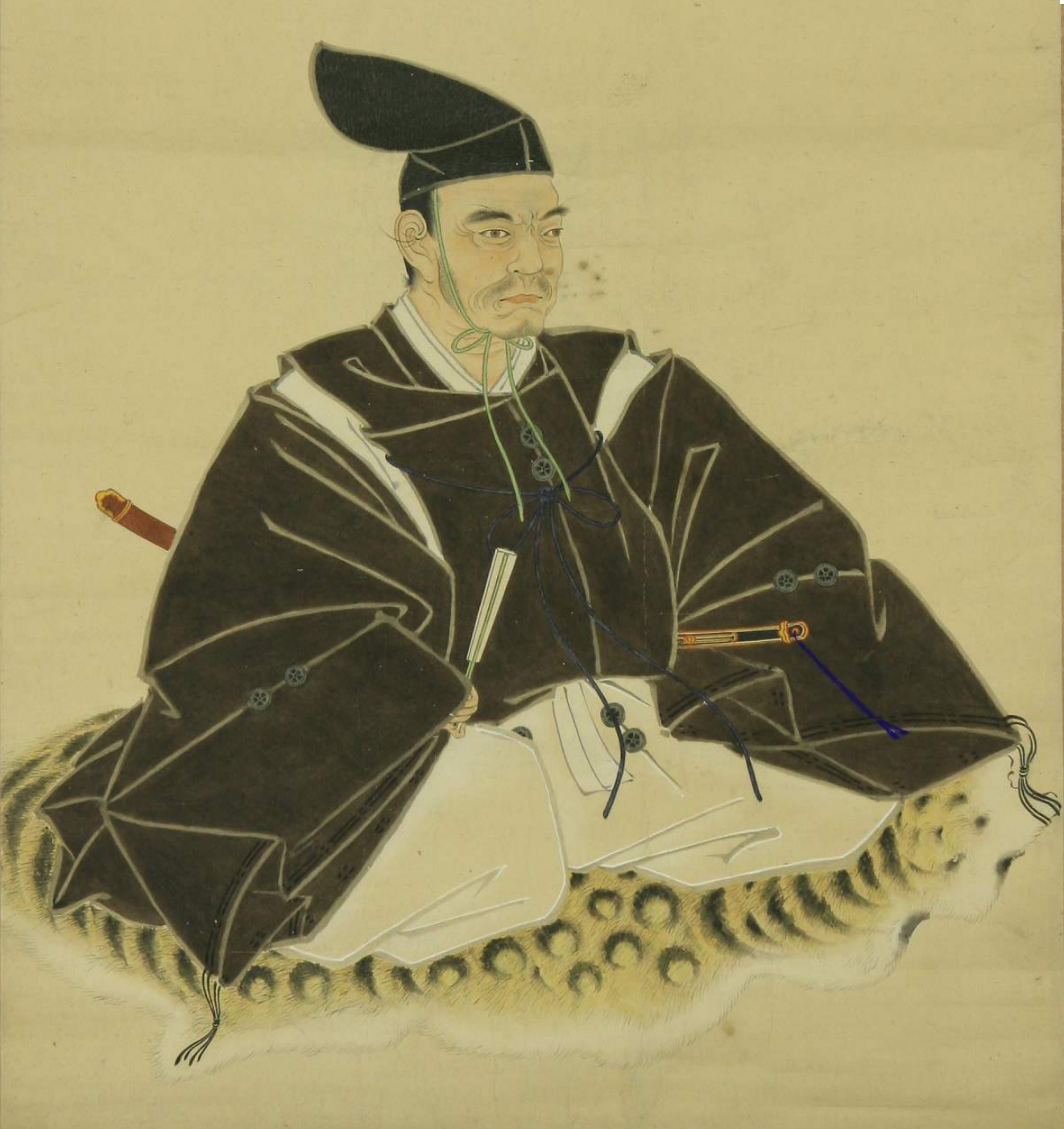
Arai Hakuseki

Sidotti vroeg en verkreeg toestemming van paus Clemens XI voor zijn missie en reisde naar Manilla. Hij had enige tijd nodig om een schip te vinden dat hem naar Japan wilde brengen. Die tijd benutte hij om van uitgeweken Japanners enig Japans te leren. In het najaar van 1708 vertrok hij en ging ergens op het eiland Yakushima aan land. Sidotti had zich gekleed als een samoerai, maar werd vrijwel onmiddellijk na aankomst als een westerling herkend. Hij had een portret van de Maagd Maria bij zich en dat maakte ook duidelijk met welke bedoelingen hij gekomen was. Hij werd voor ondervraging naar Nagasaki gebracht. Sidotti sprak geen Portugees en onvoldoende Japans. Zijn verhoor vond voor het grootste deel plaats in het Latijn, waarbij de klerk Douw van de Nederlandse factorij op Dejima de belangrijkste tolk was. De vrijwel volledige transcriptie van de verhoren maakte deel uit van de dagregisters van de factorij en is tevens  opgenomen in Oud en Nieuw Oost-Indiën van François Valentyn uit 1727.  
Sidotti werd ook verhoord door Arai Hakuseki, een van de meest eminente geleerden van Japan van die periode en de belangrijkste adviseur van drie achtereenvolgende shoguns. Er ontstond een zekere mate van wederzijds respect voor elkaar. Naar aanleiding van die gesprekken schreef Hakuseki Seiy Kibun  (Nieuws uit het Westen, 1725)   dat mede gezorgd heeft voor een grotere Japanse interesse voor Europese kennis. Ook deze gesprekken werden gevoerd met hulp van Nederlandse tolken. Hakuseki schreef dat het hem na enige tijd was gaan opvallen dat het zelfde Latijnse woord door Sidotti en de Nederlanders anders werd uitgesproken. 
Hakuseki vond de religieuze opvattingen van Sidotti maar vreemd. Hij schreef met name over de in zijn ogen volstrekt ongepaste notie in het christendom dat men aan God een liefde en loyaliteit diende te betonen, die uitging boven confucianistische waarden als kinderlijke gehoorzaamheid. Hakuseki had de opdracht om de shogun te adviseren welke straf Sidotti zou krijgen. In de zeventiende eeuw werden gearresteerde missionarissen gefolterd om hen tot apostasie te brengen. Als dat niet lukte werden zij gedood. 

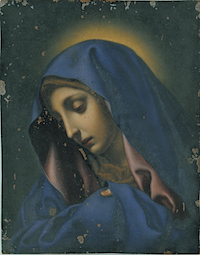
Het schilderij van de Maagd Maria dat Sidotti bij zijn aankomst in Japan bij zich had

Hakuseki adviseerde dat niet. Hij gaf de voorkeur aan deportatie. Als tweede optie adviseerde hij gevangenschap en als laatste een executie. Uiteindelijk werd het de tweede optie. Sidotti werd naar Edo gebracht. Hij leefde daar in het Kirishitan Yashiki een complex dat ooit gebouwd was om missionarissen die apostaat waren geworden te huisvesten. Het was een relatief milde vorm van huisarrest. Sidotti werd verzorgd door een echtpaar dat hun christelijk geloof had afgezworen. Na enige tijd trachtte Sidotti het echtpaar weer terug te brengen naar het christelijk geloof. Dat werd voor de buitenwereld duidelijk op het moment dat Sidotti het echtpaar weer doopte.  Sidotti werd hierna opgesloten in een kelderruimte van het complex waar hij tot zijn overlijden in 1714 verbleef. 
Het schilderij van de Maagd Maria dat Sidotti bij zijn aankomst in Japan bij zich had was in een depot geplaatst. Het bleef daar onopgemerkt tot 1874 aanwezig. Het kwam daarna in bezit van het Nationaal museum van Tokio. Het  Kirishitan Yashiki, het complex waar Sidotti tijdens zijn huisarrest en gevangenschap verbleef werd in 1721 tijdens een brand geheel verwoest. In 2014 werd op de plek van het voormalige complex een archeologisch onderzoek gedaan. Bij de opgraving werden drie graven gevonden. DNA -onderzoek van de beenderen uit een van de graven had als resultaat dat dit de beenderen moesten zijn geweest van een Zuid-Europese, vrijwel zeker Italiaanse man met een lengte die overeenkwam met de van Sidotti bekende lengte. De uit het onderzoek verkregen gegevens maakte het mogelijk om een reconstructie te maken van het hoofd van Sidotti.